# Cervesa a la Xina
 La cervesa a la Xina és un producte de consum en augment des del segle xx, a causa de la popularitat de marques locals i importades. La cervesa xinesa també és més coneguda internacionalment des del final del segle. Mentre que la majoria de les cerveses xineses són clares, també hi ha altres estils, com la cervesa fosca de Tsingtao.

## Història
L'elaboració i consum de cervesa a la Xina s'ha dut a terme durant uns nou mil anys, havent-se fet troballes arqueològiques que demostren que els pobladors xinesos elaboraven, a escala reduïda, begudes alcohòliques semblants a la cervesa pels volts del 7000 aC. Feta amb arrossos, mel, raïm i arç de fruit, la cervesa primerenca sembla que es produïa de manera semblant a la de l'antic Egipte i Mesopotàmia. L'antiga cervesa xinesa va ser important en el culte ancestral, el funeral i altres rituals de les dinasties Xia, Shang i Zhou, i la cervesa es va anomenar Lao Li. Tot i això, després de la dinastia Han, la cervesa xinesa va perdre popularitat en favor del huangjiu, prominència que es va mantindre durant dos mil·lennis. La cervesa moderna no va ser introduïda a la Xina fins al final de segle xix, quan el migrant polonés-prussià Jan Wróblewski va establir una fàbrica de cervesa a Harbin, ciutat on als anys vinents se n'obririen altres tres, creades per alemanys, txecs i polonesos, respectivament. Amb la invasió japonesa, s'obri a Mukden la Cervesera de Manxúria, que després es va convertir en la cervesa Snow, amb seu a Shenyang, propietat de China Resources Enterprises des del 1994.

## Emergència de la cervesa artesana a la Xina
L'aparició de la cervesa artesana a la Xina va començar a les grans àrees metropolitanes com Beijing, Xangai i Guangzhou. Originàriament el client principal eren els bevedors occidentals, però actualment l'interès del consumidor per les marques premium i les cerveses artesanals locals i importades està en augment. Tanmateix, les regulacions del govern xinès han estat considerades com un obstacle per a obrir noves cerveseries o expandir la distribució de botelles.

## Ingredients de fabricació
Les cerveses xineses sovint contenen arròs, sorgo i, de vegades, sègol a més de l'ordi. També es produeix alguna cervesa que utilitza cogombre tropical en lloc del llúpol com a agent amargant .

## Economia
Snow Beer, produïda per CR Snow és la cervesa més venuda a la Xina, amb una quota de mercat del 21,7%, després d'haver superat recentment Tsingtao Beer, produïda per Tsingtao Brewery, que és la marca més exportada a altres països. La cervesa Tsingtao es fabrica a la ciutat de Qingdao, que era una base alemanya en l'època dels tractats desiguals. Els alemanys necessitaven cervesa per als seus mariners, soldats i comerciants, i la producció continuà després de cedir la ciutat als japonesos en acabar la Primera Guerra Mundial.
Al Nord-est de la Xina la cervesa més popular és Harbin Pijiu, o Hapi. Data de l'any 1900, quan Jan Wróblewski va fundar la fàbrica de cervesa a la ciutat homònima.
A banda de Tsingtao, altres grans grups cervesers xinesos inclouen China Pabst Blue Ribbon, Yanjing, Sie-Tang Lio i Zhujiang. Actualment, a la Xina moltes empreses internacional tenen presència al país, o formen joint ventures amb marques locals. També hi han marques occidentals, com Carlsberg, embotellades al país. Això els dona accés al mercat xinès alhora que proporciona capital i experiència per ajudar a actualitzar els estàndards de fabricació locals, tot i que a costa de la varietat.
Les microcerveseries estan guanyant popularitat a la Xina, principalment a les grans ciutats amb una comunitat occidental resident. Una de les més famoses és Great Leap Brewing, de Beijing. Hi ha també microcerveseries que fabriquen seguint la recepta de fa 5.000 anys.
El 2015, la quota de mercat de la cervesa importada va arribar a l'1,14% i el volum va augmentar el 58,9% fins als 538,5 milions de litres.

## Cerveses a Hong Kong
La principal cervesera de Hong Kong és la San Miguel de les les Filipines, encara que també hi existeixen diverses microcervesseres locals.